# Beneath the Remains
Beneath the Remains är Sepulturas tredje fullängdsalbum, utgivet i maj 1989.

## Låtförteckning
1. "Beneath the Remains" – 5:11
2. "Inner Self" – 5:07
3. "Stronger Than Hate" – 5:50
4. "Mass Hypnosis" – 4:22
5. "Sarcastic Existence" – 4:43
6. "Slaves of Pain" – 4:00
7. "Lobotomy" – 4:55
8. "Hungry" – 4:28
9. "Primitive Future" – 3:08
10. "A Hora E A Vez Do Cabelo Nascer"
11. "Inner Self (Drum tracks)"
12. "Mass Hypnosis (Drum tracks)"